# Hilko
Hilko ist ein männlicher Vorname.

## Namensträger
- Hilko Ristau (* 1974), deutscher Fußballspieler
- Hilko Schomerus (1939–2020), deutscher Kunstschmied
- Hilko Wiardo Schomerus (1879–1945), deutscher Missionar und Missionswissenschaftler